# 3409 Abramov
3409 Abramov este un asteroid din centura principală, descoperit pe 9 septembrie 1977 de Nikolai Cernîh.